# Jacques Julien
 (juin 2023).
Il peut être nécessaire de l'améliorer pour respecter le principe de neutralité de point de vue. 

Jacques Julien, né en 1967 à Lons-le-Saunier, est un artiste plasticien français,.

## Biographie
Il vit et travaille à Paris et à Montdidier. Diplômé de l’École des beaux Arts de Nîmes et de l’École des Beaux Arts de Grenoble, il est aujourd'hui maître de Conférence à l’École Nationale Supérieure d’Architecture de Paris-La Villette (ENSAPLV).
Les œuvres de Jacques Julien ont été présentées dans des institutions telles que le Domaine de Chamarande en 2011, le CRAC Occitanie en 2014, et le Frac Normandie en 2021. Ses travaux ont intégrés les collections publiques du FNAC, Frac Bretagne, Frac Bourgogne et Frac Pays de la Loire.
En 2021, il est pensionnaire de l'Académie de France à Rome. Il développe un projet qui prend pour origine le modèle des Finte sculture de Pino Pascali pour remonter jusqu'au canon scultptural du Colosse de Constantin. La question du simulacre est au cœur de la production artistique réalisée durant sa résidence.